# 벤 휘틀리
벤 휘틀리(Ben Wheatley, 1972년 5월 7일 ~ )는 잉글랜드의 영화 감독, 영화 각본가이다.

## 작품 목록
- 다운 테러스 (2009)
- 킬 리스트 (2011)
- 살인을 부르는 관광객 (2012)
- 죽음의 ABC - "U Is for Unearthed" (2012)
- 필드 인 잉글랜드 (2013)
- 하이-라이즈 (2015)
- 프리 파이어 (2016)
- 해피 뉴 이어, 콜린 버스테드 (2018)
- 레베카 (2020)
- 땅속에 (2021)
- 메가로돈 2: 더 트렌치 (2023)